# Big E Langston
Ettore Ewen, född 1 mars 1986, är en amerikansk fribrottare, mer känd under sitt ringnamn Big E, tidigare Big E Langston. Han har för närvarande kontrakt med WWE.